# ملعب كولومبينو الجديد
ملعب كولومبينو الجديد (بالإنجليزية: Estadio Nuevo Colombino)‏ هو ملعب كرة قدم متعدد الأغراض يقع في ولبة بإسبانيا، يتسع لـ 21,670 متفرج.

## التاريخ
افتتح الملعب في 2001. كانت تكلفة إنشاء الملعب 14.000.000 يورو.